# Cochlorhinus stygica
Cochlorhinus stygica är en insektsart som beskrevs av Ball 1902. Cochlorhinus stygica ingår i släktet Cochlorhinus och familjen dvärgstritar. Inga underarter finns listade i Catalogue of Life.